# Філіппіни на літніх Олімпійських іграх 2012
Філіппіни на літніх Олімпійських іграх 2012 представляли 11 спортсменів у 8 видах спорту.